# الدوري الفنزويلي الممتاز 2018
الدوري الفنزويلي الممتاز 2018 (بالإسبانية: Primera División de Venezuela 2018)‏ هو الموسم 99 من الدوري الفنزويلي الممتاز. كان عدد الأندية المشاركة فيه 18، وفاز فيه نادي زامورا.